# Thomas Vogtherr

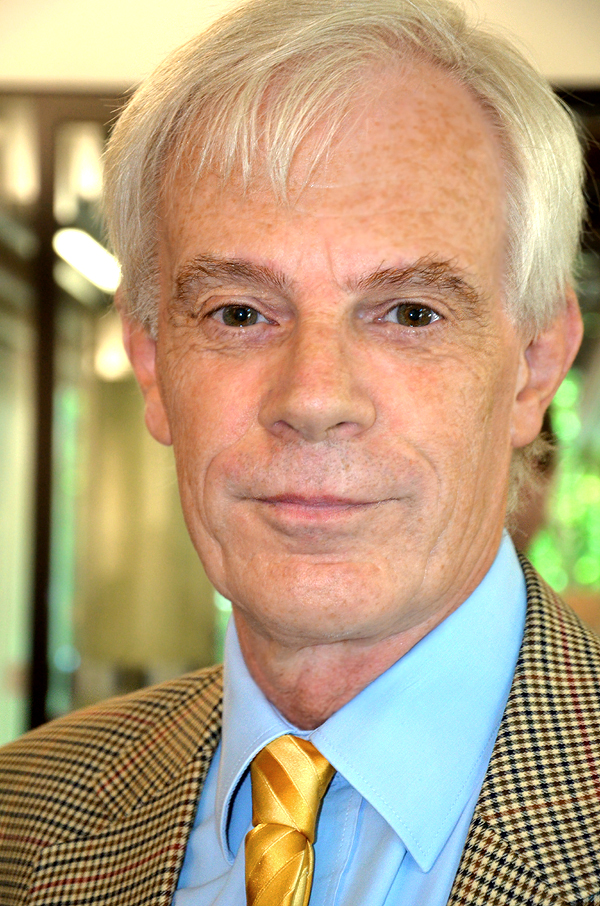
Tomas vogtherr (2016)

Thomas Vogtherr (ur. 19 sierpnia 1955 w Berlinie-Steglitz) – niemiecki historyk, mediewista. W latach 1991–2001 wykładał na Uniwersytecie w Lipsku, od 2001 roku jest profesorem na Universität Osnabrück.

## Publikacje
- Wirtschaftlicher und sozialer Wandel im Lüneburger Landadel während des Spätmittelalters, Hildesheim 1982, ISBN 3-7848-2525-7.
- Urkundenbuch der Stadt Uelzen, Hildesheim 1988, ISBN 3-7848-3018-8.
- Uelzen. Geschichte einer Stadt im Mittelalter, Uelzen 1997, ISBN 3-920079-42-6.
- Chronicon episcoporum Verdensium, Stade 1998, ISBN 3-931879-03-8.
- Die Reichsabteien der Benediktiner und das Königtum im hohen Mittelalter (900–1125), Stuttgart 2000, ISBN 3-7995-4255-8.
- Zeitrechnung. Von den Sumerern bis zur Swatch, 2001, 2. durchgesehene Auflage, München 2006, ISBN 3-406-44763-5.
- Urkundenlehre. Basiswissen, Hannover 2008, ISBN 978-3-7752-6133-3.
- Iso von Verden (1205–1231). Bischof, Reichsfürst, Adliger, Stade 2008, ISBN 978-3-931879-36-5.